# Karl Radinger von Radinghofen

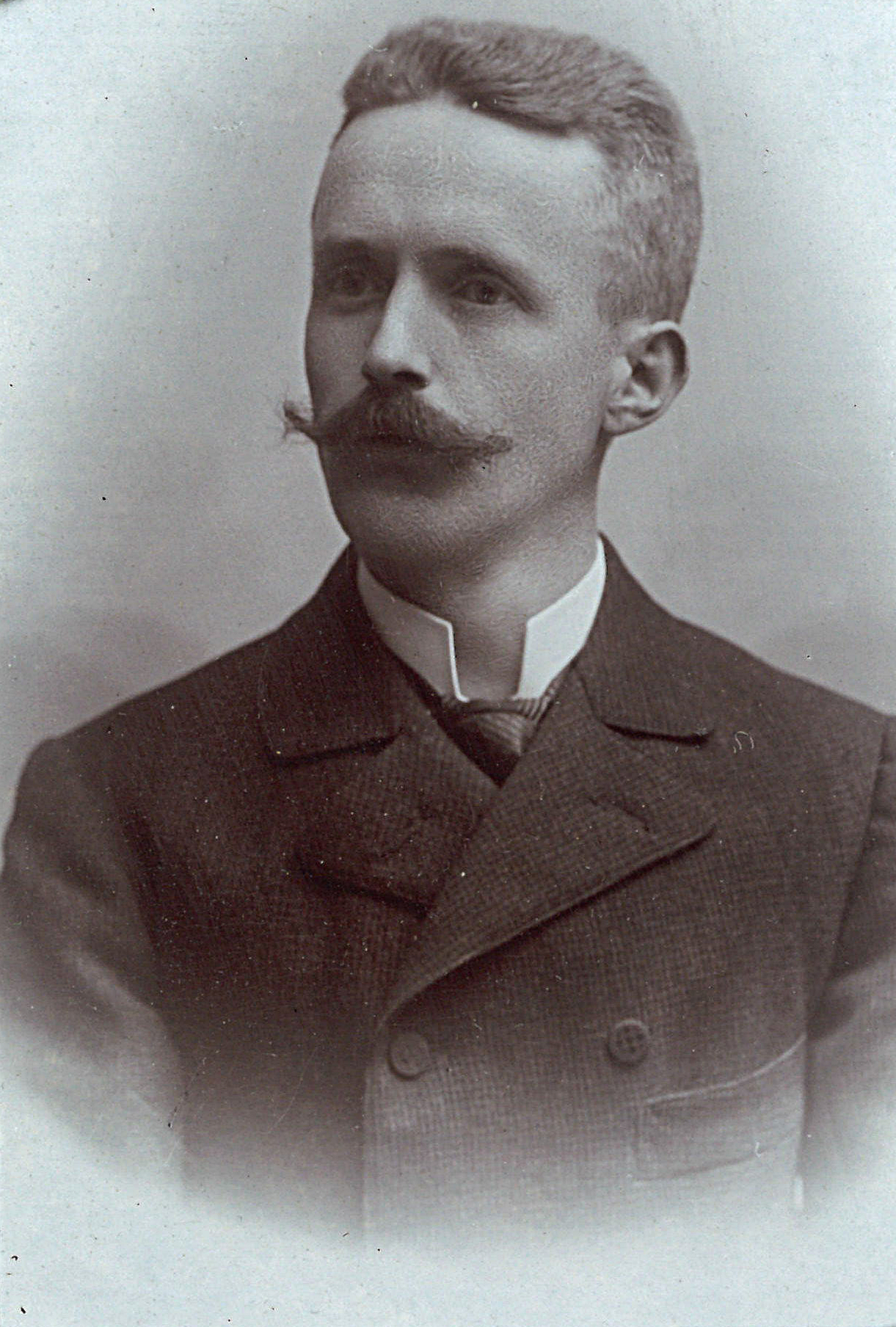
Karl Radinger in einem um 1900 entstandenen Fakultätsfotoalbum der Universität Innsbruck

Karl Radinger von Radinghofen (* 20. Oktober 1869 in Innsbruck-Wilten; † 11. Juli 1921 in Zell am Ziller) war ein österreichischer Klassischer Philologe, Kunst- und Kulturhistoriker.
Der Sohn eines Offiziers studierte ab 1887 Klassische Philologie und Archäologie an der Universität Innsbruck. Während seines Studiums wurde er Mitglied der Burschenschaft Brixia Innsbruck. Nach der Promotion (1891) vertiefte er seine Studien in Leipzig (1892–1893) und Wien (1893–1894). Zurück in Innsbruck habilitierte er sich 1895 und wurde zum Privatdozenten für Klassische Philologie ernannt. 1904 wechselte er von der Universität ins Museumswesen. Von 1909 bis 1911 war er wissenschaftlicher Mitarbeiter am Städtischen Museum Salzburg, ab 1911 war er Kustos am Tiroler Volkskunstmuseum und führte dort eine Inventarisierung durch.
Neben klassisch-philologischen Arbeiten verfasste Radinger besonders Schriften über Tiroler Volkskunst, Wand- und Fassadenmalerei. Er war in der Tiroler Denkmalpflege aktiv und bereitete die Gründung des Tiroler Volkskunstmuseums bei der Handels- und Gewerbekammer vor. Er steuerte außerdem 18 Artikel zu Paulys Realencyclopädie der classischen Altertumswissenschaft (RE) bei.

## Schriften
- Meleagros von Gadara. Eine litterargeschichtliche Skizze. Wagner, Innsbruck 1895, 115 S.